# 加吉梅特·萨法拉利耶夫
加吉梅特·克里莫维奇·萨法拉利耶夫（羅馬化：Gadzhimet Kerimovich Safaraliyev；1950年6月26日—）是苏联和俄罗斯物理学家、政治人物，第三届至第七届国家杜马议员。
1972年，萨法拉利耶夫毕业于达吉斯坦国立大学。同年，他前往列宁格勒电子技术学院进修并于1975年完成学业。毕业后，他在达吉斯坦国立大学担任研究员。1990年，他担任该大学物理系主任。1999年，他担任第三届国家杜马议员。2003年、2007年、2011年和2016年，他分别连任第四届、第五届、第六届和第七届国家杜马议员。